# Monchhichi
Monchhichi is een speelgoedlijn van de Japanse speelgoedfabrikant Sekiguchi. De knuffelbeestjes werden voor het eerst geïntroduceerd in 1974.
Er werden twee televisieseries geproduceerd die gebaseerd waren op de figuurtjes. Het Japanse Monchhichi Twins (ふたごのモンチッチ Futago no Monchhichi) in 1980 en het Amerikaanse Monchhichis in 1983.

## Geschiedenis
De poppetjes worden geproduceerd door de Sekiguchi corporation uit Tokio, Japan. Koichi Sekiguchi kwam begin jaren '70 op het idee om een product op de markt te brengen dat een boodschap van Schoonheid en Liefde moest uitdragen. Na een aantal prototypes volgde in 1973 het eindproduct dat in 1974 op de markt werd geïntroduceerd.
Het product bleek een groot succes en wereldwijd steeg de vraag naar de aapjes. Om aan de vraag te kunnen blijven voldoen werd in verscheidene landen het product in licentie geproduceerd door onder meer Mattel en Clipper.
In het midden van de jaren '80 verdwenen de monchhichi-aapjes langzaam uit de Europese winkelrekken maar wereldwijd is het product nooit helemaal verdwenen geweest. Bij het 30-jarig jubileum van de speelgoedlijn introduceerde het bedrijf de Bebichhichi, een babyvariant. Sinds 2006 heeft Sekiguchi een eigen Europese vestiging om de verkrijgbaarheid van het product weer op peil te brengen.
Sekiguchi claimt dat ze de aapjes hebben gecreëerd om jonge kinderen en volwassenen te inspireren tot respect en liefde. De naam komt van de woorden "Mon" hetgeen "mijn" betekent in het Frans en "Chichi" dat klinkt als het zuigende geluid op een kinderspeen volgens Japanse fonetische spelling, maar wat ook resulteert in een samenstelling van klanken gelijkend op het Engelse woord "Monkey", hetgeen “aap” betekent.

## Televisieseries

### Monchhichi Twins
Monchhichi Twins is een Japanse televisieserie uit 1980. De serie omvatte 130 afleveringen van 6 minuten.

## Monchhichis
Monchhichis is een Amerikaanse televisieserie uit 1983 van Hanna-Barbera. De serie omvatte 13 afleveringen van 30 minuten en werd uitgezonden door ABC.